# Гончаренко, Марина Анатольевна
Марина Анатольевна Гончаренко (14 октября 1967, Чернигов) — украинский хоровой дирижёр, певица, автор песен, главный хормейстер Военно-музыкального центра сухопутных войск Вооруженных сил Украины, народная артистка Украины (2016)

## Биография
1982-1986 — училась в Черниговском музыкальном училище им. Л. М. Ревуцкого (отдел хорового дирижирования).
1991 — окончила Харьковский институт искусств (класс хорового дирижирования Н. А. Белик-Золотаревой).
С 1991 — преподаватель хоровых дисциплин в Черниговском музыкальном училище. В то же время, 1991-2001 годов — руководитель хора детской музыкальной школы № 1.
С 1998 — солистка 7-го военного оркестра штаба Северного оперативного командования (в Чернигове).
С 2003 — главный хормейстер Военно-музыкального центра сухопутных войск Вооруженных сил Украины, который за время ее руководства удостаивался звания лауреата VI Всероссийского хорового конкурса имени Дениса Сичинского.
В ее концертном репертуаре — украинские народные, авторские песни, романсы и джазовые стандарты, эстрадные песни.
Выступала в Ираке, Германии, Болгарии, Хорватии, Франции, Польше, в России (Санкт-Петербург, Москва)

## Песни Марины Гончаренко
- «Крылья ангелов» — https://soundcloud.com/goncharenko/eeonvpq4rcg0 /
- «Украинские батальоны»
- «Все к бою!» https://www.youtube.com/watch?v=vXkDeSzF2DU
- «Древний Чернигов» https://www.youtube.com/watch?v=IsUJPHe4joo

## Звания и награды
- 2005 — Заслуженная артистка Украины
- 2010 — «Женщина года — 2010» в Чернигове
- 2016 — Народная артистка Украины[1]